# Playmate
Una playmate (lett. "compagna di giochi") è una modella che appare nella pagina centrale della rivista Playboy come Playmate del mese (Playmate of the Month, abbreviato in PMOM). La playmate non è da confondere con la coniglietta, una cameriera di un club vestita con un particolare costume a forma di coniglio.

## Struttura
La parte della rivista dedicata a una playmate include delle foto artistiche di nudo, tra cui l'immagine della pagina centrale, una breve biografia e una tabella riassuntiva (il Playmate Data Sheet) nella quale sono indicati alcuni dati biografici, le misure anatomiche, la data di compleanno, i turn-on e i turn-off (in italiano le cose che piacciono o non piacciono alla modella), nonché altre curiosità. Alla fine di ciascun anno una delle dodici Playmate del mese viene scelta come Playmate dell'anno (Playmate of the Year, o PMOY).
La rivista Playboy incoraggia le potenziali Playmate a inviare le loro foto con il look della "Ragazza della porta accanto". Agli scopritori delle Playmate, Playboy riconosce un premio di 25 000 dollari se la modella viene selezionata.
La selezione della Playmate è stata effettuata personalmente, finché in vita, da Hugh Hefner, il fondatore ed editore di Playboy, con l'assistenza dello staff di fotografi, mentre la Playmate of the Year è stata scelta esclusivamente dallo stesso Hefner.

## Playmatenella storia diPlayboy
A marzo 2006 630 modelle sono diventate Playmate negli Stati Uniti; la cifra sale ad oltre 3 000, considerando le differenti edizioni di Playboy Magazine nel mondo.
Di seguito, le liste delle Playmate divise per decennio:
- Playboy Playmate 1953-1959
- Playboy Playmate 1960-1969
- Playboy Playmate 1970-1979
- Playboy Playmate 1980-1989
- Playboy Playmate 1990-1999
- Playboy Playmate 2000-2009
- Playboy Playmate 2010-2019

## Playmatedell'anno
Fino al 1960 non c'era un titolo di Playmate dell'Anno, anche se alcune Playmate del mese avevano ottenuto un successo superiore alle colleghe. Dal 1960, con l'elezione di Ellen Stratton (Miss December 1959), si iniziò ad assegnare il titolo, che oggi viene solitamente annunciato a maggio.
Nel 1964, Donna Michelle (Miss December 1963) a soli 18 anni è diventata la più giovane Playmate dell'anno. Jo Collins (Miss December 1964) eletta nel 1965 e Christa Speck (Miss September 1961) eletta nel 1962, Claire Sinclair (Miss October 2010) eletta nel 2011, avevano 19 anni. Solo due donne sono divenute Playmate dell'anno dopo i 30: Tiffany Fallon (Miss December 2004) eletta nel 2005 a 31 anni e Kathy Shower (Miss May 1985) eletta nel 1986 a 33 anni.
- 1960: Ellen Stratton
- 1961: Linda Gamble
- 1962: Christa Speck
- 1963: June Cochran
- 1964: Donna Michelle
- 1965: Jo Collins
- 1966: Allison Parks
- 1967: Lisa Baker
- 1968: Angela Dorian
- 1969: Connie Kreski
- 1970: Claudia Jennings
- 1971: Sharon Clark
- 1972: Liv Lindeland
- 1973: Marilyn Cole
- 1974: Cyndi Wood
- 1975: Marilyn Lange
- 1976: Lillian Müller
- 1977: Patti McGuire
- 1978: Debra Jo Fondren
- 1979: Monique St. Pierre
- 1980: Dorothy Stratten
- 1981: Terri Welles
- 1982: Shannon Tweed
- 1983: Marianne Gravatte
- 1984: Barbara Edwards
- 1985: Karen Velez
- 1986: Kathy Shower
- 1987: Donna Edmondson
- 1988: India Allen
- 1989: Kimberley Conrad
- 1990: Reneé Tenison
- 1991: Lisa Matthews
- 1992: Corinna Harney
- 1993: Anna Nicole Smith
- 1994: Jenny McCarthy
- 1995: Julie Lynn Cialini
- 1996: Stacy Sanches
- 1997: Victoria Silvstedt
- 1998: Karen McDougal
- 1999: Heather Kozar
- 2000: Jodi Ann Paterson
- 2001: Brande Roderick
- 2002: Dalene Kurtis
- 2003: Christina Santiago
- 2004: Carmella DeCesare
- 2005: Tiffany Fallon
- 2006: Kara Monaco
- 2007: Sara Jean Underwood
- 2008: Jayde Nicole
- 2009: Ida Ljungqvist
- 2010: Hope Dworaczyk
- 2011: Claire Sinclair
- 2012: Jaclyn Swedberg
- 2013: Raquel Pomplun
- 2014: Kennedy Summers
- 2015: Dani Mathers
- 2016: Eugena Washington
- 2017: Brook Power
- 2018: Nina Daniele
- 2019: Jordan Emanuel
- 2020: Vendela, Megan Moore, Miki Hamano, Fo Porter, Abigail O'Neill, Yoli Lara, Teela LaRoux, Geena Rocero, Sophie O'Neil, Hilda Dias Pimentel, Gillian Chan, Jordy Murray[1]

## Compensi
Una Playmate riceve 25 000 dollari e la Playmate of the Year riceve ulteriori 100 000 dollari più un'autovettura. Inoltre vengono scelte delle Anniversary Playmates per celebrazioni di anniversari o eventi particolari per la rivista.